# Conselleria d'Innovació, Universitats, Ciència i Societat Digital de la Generalitat Valenciana
La Conselleria d'Innovació, Universitats, Ciència i Societat Digital del Consell de la Generalitat Valenciana fou un departament o conselleria amb les competències en matèria d'universitats, ciència, i investigació i innovació tecnològica.
Es tracta d'un departament creat a la X Legislatura (2019-2023) de l'etapa autonòmica després de segregar les competències de la Conselleria d'Educació, Cultura, Investigació i Esports de la que ha estat vinculada tradicionalment. Dites competències van comptar amb un departament propi durant VI Legislatura (2003-2007) que es va agrupar amb les polítiques relacionades amb indústria, comerç i consum amb la denominació de conselleria d'Empresa, Universitat i Ciència.
A la VII Legislatura (2007-2011) les competències es disgregaren en dues conselleries: Universitat i CIència es va mantindre a la conselleria d'educació on les competències en matèria d'innovació també es va agregar a la conselleria d'educació, mentre que les relacionades amb innovació va dependre de la conselleria d'Indústria, Comerç i Innovació.

## Estructura orgànica
- Secretaria Autonòmica d'Universitats i Investigació
  - Direcció General d'Universitats
  - Direcció General de Ciència i Investigació
- Secretaria Autonòmica d'Innovació i Transformació Digital
  - Direcció General d'Innovació
  - Direcció General per a l'Avanç de la Societat Digital
  - Direcció General per a la Lluita Contra la Bretxa Digital

## Llista de Conselleres i Consellers
| # | Legislatura                                              | Nom                                                      | Nom                                                      | Inici mandat                                             | Fi mandat                                                | Partit polític                                           | Partit polític                                           |
| Conselleria d'Empresa, Universitat i Ciència (2004-2007)                                                                     | Conselleria d'Empresa, Universitat i Ciència (2004-2007) | Conselleria d'Empresa, Universitat i Ciència (2004-2007) | Conselleria d'Empresa, Universitat i Ciència (2004-2007) | Conselleria d'Empresa, Universitat i Ciència (2004-2007) | Conselleria d'Empresa, Universitat i Ciència (2004-2007) | Conselleria d'Empresa, Universitat i Ciència (2004-2007) | Conselleria d'Empresa, Universitat i Ciència (2004-2007) |
| --- | -------------------------------------------------------- | -------------------------------------------------------- | -------------------------------------------------------- | -------------------------------------------------------- | -------------------------------------------------------- | -------------------------------------------------------- | -------------------------------------------------------- |
| 1 | VI                                                       |                                                          | Justo Nieto Nieto                                        | 27 d'agost de 2004                                       | 29 de juny de 2007                                       |                                                          | Independent                                              |
| Dissolta (2007-2019) |                                                          |                                                          |                                                          |                                                          |                                                          |                                                          |                                                          |
| Conselleria d'Innovació, Universitats, Ciència i Societat Digital (2019-2023)                                                |                                                          |                                                          |                                                          |                                                          |                                                          |                                                          |                                                          |
| 2 | X                                                        |                                                          | Carolina Pascual Villalobos                              | 17 de juny de 2019                                       | 14 de maig de 2022                                       |                                                          | Independent                                              |
| 3 | X                                                        |                                                          | Josefina Bueno Alonso                                    | 14 de maig de 2022                                       | 18 de juliol de 2023                                     |                                                          | PSPV                                                     |
| Dissolta en la Conselleria d'Educació, Universitats i Ocupació (2023-2024) i Innovació, Indústria, Comerç i Turisme (2023- ) |                                                          |                                                          |                                                          |                                                          |                                                          |                                                          |                                                          |